# Mariano Stabile
Pour l’article homonyme, voir Mariano Stabile (homme politique).
Mariano Stabile (né le 12 mai 1888 à Palerme en Sicile et mort le 11 janvier 1968 à Milan) était un baryton-basse italien.

## Biographie
Après des études à l'Académie Sainte-Cécile de Rome avec Antonio Cotogni, il débute à Palerme en 1909 dans La Bohème (rôle de Marcello). Il chante ensuite en Italie, à Buenos Aires, à Paris. Mais sa carrière prend un tournant crucial, en 1921, quand Arturo Toscanini lui demande d'être son Falstaff pour la réouverture de Scala de Milan. Dans ce rôle qu'il incarnera 1200 fois de par le monde, il impose « son génie de la diction, sa bonhomie, son alacrité. »
En 1923 il crée le rôle-titre du Belfagor d'Ottorino Respighi. Il chante ensuite à Covent Garden de 1926 à 1931, à Salzbourg de 1935 à 1939.
Son répertoire comprenait plus de soixante rôles, parmi lesquels on peut mentionner « un Don Giovanni caressant, mais aussi, avec Bruno Walter en 1937 à Salzbourg, dans Les Noces de Figaro, un comte d'une autorité aristocratique idéale. ». Il chanta aussi Rossini, prenant part à la résurrection de Il turco in Italia (Le Turc en Italie) avec Maria Callas à la Scala, en 1955. Baryton-bouffe, il se distingua en Dulcamara (L'elisir d'amore de Donizetti), en Schicchi (Gianni Schicchi de Puccini), ou en Malatesta (Don Pasquale de Donizetti) ; mais il incarna également un grand baron Scarpia dans la Tosca de Puccini.
En 1959, âgé de soixante et onze ans, il quitte la scène pour se consacrer à l'enseignement au festival de Pesaro.
Ses principales qualités sont « la pureté d'une diction millimétrée, mais aussi une émission vocale presque ténorisante, cherchant la luminosité et la souplesse », même dans les rôles réclamant un certain poids vocal, comme Falstaff ; en ce sens il incarne la tradition italienne des barytons à l'émission haute et claire. Le critique musical André Tubeuf écrit justement à son sujet qu'il fut « sottile : svelte, gracile de voix, élégant et insinuant [...] Et ses enregistrements échelonnés sur quinze ans (au studio) et plus de trente (live) ne montrent pas de sensible perte de substance d'une voix qui jamais ne valut par la pâte ou le poids. Mais quels mots ! Quelle éloquence ! Elle lui servira jusque dans un Iago et un Scarpia mémorables. »
Le célèbre ténor suédois Nicolai Gedda disait de lui, en référence à un air célèbre de Rigoletto : « La Donna e mobile, Falstaff e Stabile. »